# Matěj Vydra
Matěj Vydra (* 1. Mai 1992 in Chotěboř) ist ein tschechischer Fußballspieler, der seit 2023 bei Viktoria Pilsen unter Vertrag steht.

## Karriere

### Im Verein
Vydra begann mit dem Fußballspielen im Alter von fünf Jahren beim FC Chotěboř. 2003 wechselte der Stürmer zum FC Vysočina Jihlava. In der Saison 2007/08 wurde er bei den B-Junioren eingesetzt, ab Sommer 2008 bei den A-Junioren. In der Winterpause 2008/09 schaffte Vydra den Sprung in den Profikader des Zweitligisten. Sein erstes Pflichtspieltor schoss der damals 16-jährige Angreifer am 27. März 2009 beim 4:0-Sieg seiner Mannschaft gegen den FK Ústí nad Labem. Insgesamt kam Vydra in seiner ersten Profisaison auf zwölf Einsätze, davon fünf von Anfang an (601 Einsatzminuten). Dabei gelangen ihm zwei Treffer. In der Hinrunde der Saison 2009/10 gehörte Matěj Vydra zur Stammformation des FC Vysočina Jihlava. Im Januar 2010 wechselte der Angreifer zum FC Baník Ostrava. In Ostrava spielte sich Vydra schnell in die Stammformation und erzielte in 14 Einsätzen vier Tore. Im Juni 2010 wechselte Vydra zum italienischen Serie-A-Vertreter Udinese Calcio. Für die erste Saisonhälfte 2011/12 war Vydra beim belgischen Erstligisten FC Brügge auf Leihbasis spielberechtigt, dann kehrte er nach Italien zurück. Im Sommer 2012 lieh der englische Zweitligist FC Watford Matej Vydra für ein Jahr aus. Dort erzielte der Stürmer in 36 Partien 20 Treffer.
Nach einer einjährigen Leihe zu West Bromwich Albion (2013/14), wo er in 23 Premier-League-Spielen drei Tore erzielte, kehrte Vydra zu Watford zurück und trug mit 16 Toren maßgeblich zum Aufstieg des Vereins in die Premier League bei. Im Juli 2015 verpflichtete Watford den Stürmer für eine nicht genannte Summe fest und gewährte ihm einen Fünfjahresvertrag, jedoch erhielt er in der Premier League kaum Spielzeit und wurde für die Saison 2015/16 an Reading FC ausgeliehen, wo er in einer schwierigen Phase nur drei Tore in 31 Ligaspielen erzielte.
Der Wechsel zu Derby County im August 2016 für acht Millionen Euro markierte zunächst eine weitere schwierige Phase mit nur fünf Toren in 33 Spielen der ersten Saison. Die Saison 2017/18 wurde jedoch zum absoluten Höhepunkt seiner Karriere: Vydra erzielte 21 Tore in 40 Championship-Partien und gewann damit den Golden Boot der EFL Championship. Diese Torausbeute war bemerkenswert die niedrigste für einen Golden Boot-Gewinner der letzten zehn Jahre. Insgesamt war er an 26 Toren direkt beteiligt und erzielte durchschnittlich alle 129 Minuten ein Tor.
Die starken Leistungen führten im August 2018 zu einem Transfer zu Burnley FC in die Premier League. Bei Burnley etablierte sich Vydra als wichtiger Rotationsspieler und bestritt 82 Premier-League-Spiele, in denen er acht Tore erzielte. Sein Treffer gegen Southampton im Februar 2020 wurde zum Premier League Goal of the Month gewählt. Eine schwere Knieverletzung (Kreuzbandriss) gegen Watford beendete seine Saison 2021/22 vorzeitig, nachdem er bemerkenswert 60 Minuten mit dem gerissenen Kreuzband gespielt hatte. Nach dem Abstieg Burnleys lief sein Vertrag im Sommer 2022 aus.
Nach seiner Genesung kehrte Vydra im Dezember 2022 zu seinem Heimatverein Viktoria Plzeň zurück und unterschrieb einen Vertrag bis 2026. Im Januar 2025 verlängerte er diesen zunächst um ein Jahr bis 2027 und schließlich im Juli 2025 erneut bis 2027. Bei Viktoria entwickelte er sich zum Kapitän und Führungsspieler, erzielte seit seiner Rückkehr beachtliche Leistungen in der heimischen Liga und führt das Team auch in europäischen Wettbewerben an.

### In der Nationalmannschaft
Vydra kam in der tschechischen U-16-, U-17-, U-18-, U-19- sowie U-21-Auswahl zum Einsatz. Am 8. September 2012 feierte er unter Trainer Michal Bílek sein Länderspieldebüt für die A-Nationalmannschaft. Er wurde beim 0:0 im WM-Qualifikationsspiel gegen Dänemark im Parken in Kopenhagen.
Bei der Europameisterschaft 2021 stand er im tschechischen Aufgebot, das im Viertelfinale gegen Dänemark ausschied.